# Вірджинія Валлі
Вірджинія Валлі (англ. Virginia Valli), при народженні МакСвіні (10 червня 1898 — 24 вересня 1968) — американська акторка театру та кіно, пізніше громадська діячка.

## Біографія
Вірджинія МакСвіні народилася в Чикаго, штат Іллінойс, почала виступати на сцені репертуарного театру в Мілвокі. З 1916 року з'явилася в кількох фільмах студії Essanay Studios в її рідному місті Чикаго.
Валлі продовжували з'являтися у фільмах протягом 1920-х. Вона стала зіркою студії Universal Studios до середини 1920-х. У 1924 році вона зіграла головну жіночу роль у фільмі Кінга Відора «Дикі апельсини». Вона також з'явилася в романтичній комедії «Every Woman's Life». Більшу частину ролей в кіно вона виконала з 1924 по 1927 рік, в тому числі в дебютному фільмі Альфреда Гічкока «Сад насолод» (1925), в «Paid To Love» (1927), з Вільямом Пауеллом, і фільмі «Вечірні одягу» (1927), в якому знявся Адольф Менжу. У 1925 Валлі знялася у фільмі «The Man Who Found Himsel» з Томасом Мейхане. Виробництво було прийнято на Лонг-Айленді, Нью-Йорк студії.
Її перша звукова картина була «Острів загиблих кораблів» (1929), але потім кар'єра пішла на спад через зниження популярності. Не знайшовши студію, яка погодилася б з нею співпрацювати, вона припинила зніматися в 1931 році після фільму «Night Life in Reno».
Валлі вперше одружилася з Джорджем Ламсоном, вони проживали в невеликому будинку в Голлівуді, в безпосередній близькості від Hollywood Hotel.
У 1931 році вона одружилася з актором Чарльзом Фарреллом, з яким була в шлюбі до її смерті. Вони переїхали в Палм-Спрінгс, де вона займалася громадською діяльністю протягом багатьох років.
Перенесла інсульт в 1966 році, і померла два роки по тому, у віці 70, в Палм-Спрінгс, штат Каліфорнія, похована на кладовищі Welwood Murray Cemetery.

## Фільмографія
| Рік  |   | Українська назва          | Оригінальна назва         | Роль        |
| ---- | - | ------------------------- | ------------------------- | ----------- |
| 1921 | ф | Sentimental Tommy         | Sentimental Tommy         |             |
| 1922 | ф | The Village Blacksmith    | The Village Blacksmith    |             |
| 1923 | ф | The Shock                 | The Shock                 |             |
| 1924 | ф | У житті кожної жінки      | In Every Woman's Life     |             |
| 1924 | ф | Wild Oranges              | Wild Oranges              |             |
| 1924 | ф | The Confidence Man        | The Confidence Man        |             |
| 1924 | ф | The Signal Tower          | The Signal Tower          |             |
| 1925 | ф | Сад насолод               | The Pleasure Garden       | Петсі Бренд |
| 1925 | ф | The Lady Who Lied         | The Lady Who Lied         |             |
| 1925 | ф | The Man Who Found Himself | The Man Who Found Himself |             |
| 1926 | ф | Полум'я                   | Flames                    |             |
| 1927 | ф | Evening Clothes           | Evening Clothes           |             |
| 1929 | ф | The Lost Zeppelin         | The Lost Zeppelin         |             |
| 1929 | ф | The Isle of Lost Ships    | The Isle of Lost Ships    |             |
| 1930 | ф | Guilty?                   | Guilty?                   |             |